# Man nannte es den großen Krieg
Man nannte es den großen Krieg (Originaltitel: La grande guerra) ist ein italienisch-französischer Kriegsfilm aus dem Jahr 1959.

## Handlung
Italien kurz nach dem Ausbruch des Ersten Weltkriegs. Giovanni Busacca muss sich in die italienische Armee einschreiben, um dem Gefängnis zu entkommen. Er besticht Oreste Jacovacci, damit der ihm einen Aufschub verschafft, doch Oreste hilft ihm dennoch nicht. Die beiden Männer werden per Zug im gleichen Waggon zur Front gebracht. Im Bemühen, mit ihrem Verstand anstrengende Aufträge zu vermeiden, legen sie ihre Differenzen bei.
Am Vorabend der erwarteten Schlacht entfernt sich die Kompanie unerlaubterweise. Giovanni verbringt die Nacht mit der Prostituierten Constantina, die seine Brieftasche klaut. Am nächsten Tag nimmt Giovanni an der blutigen Schlacht teil, die damit endet, dass man österreichische Ausrüstung erbeutet. Mit Oreste wird Giovanni in die Stadt geschickt, um Nachschub zu besorgen. Er kann mit einigen Schwierigkeiten seine Brieftasche von Constantina wieder zurückbekommen. Dabei wird ihm klar, dass er die Frau liebt. Oreste und Giovanni bleiben in der Stadt, um der Schlacht, die sich mittlerweile auch in ihrem Lager abspielt, zu entkommen.
Am nächsten Morgen finden sie heraus, dass ihre Kompanie dezimiert worden ist. Die Einwohner heißen sie willkommen, im Glauben, dass die beiden Überlebende der Schlacht seien. Giovanni und Oreste entscheiden sich zu desertieren. Doch ein Gespräch mit der Witwe eines im Kampf gefallenen Kameraden bringt sie dazu, wieder zur Kompanie zurückzukehren. Sie werden als Nachrichtenkuriere auf eine Spezialmission geschickt, doch sie werden von den Österreichern gefangen genommen. Man will von ihnen Informationen über einen Behelfsponton erhalten, den die Italiener gebaut haben, um Verstärkung heranholen zu können. Giovanni, der weiß, wo sich die Brücke befindet, will seine Kameraden nicht betrügen und wird erschossen. Oreste, der nichts von der Brücke weiß, wird bei einem hysterischen Fluchtversuch erschossen. Der italienische Kommandeur glaubt, die beiden Männer haben wieder versucht, den Kämpfen durch Flucht zu entkommen.

## Kritiken
Das Lexikon des internationalen Films schreibt, der Film sei ein "großangelegter, auch vor groben Mitteln nicht zurückschreckender Versuch, das Bild des Kriegs und seiner Helden von jeglichem Glanz zu befreien."
Pat Graham vom "Chicago Reader" empfand den Film als nicht komplett befriedigend, obwohl er durch den Mangel an Patriotismus einige Kontroversen ausgelöst habe.

## Auszeichnungen
Bei den Internationalen Filmfestspielen von Venedig gewann der Film den Goldenen Löwen.
1960 bekam der Film eine Oscarnominierung in der Kategorie Bester fremdsprachiger Film.
Ebenfalls 1960 wurde er mit zwei silbernen Bändern des Sindacato Nazionale Giornalisti Cinematografici Italiani ausgezeichnet. Eines ging an Alberto Sordi als bester Darsteller, ein weiteres an Mario Garbuglia für das beste Szenenbild.
Im gleichen Jahr wurden Vittorio Gassman und Alberto Sordi als beste Darsteller und die Produktion als bester Film mit dem David, dem bedeutendsten italienischen Filmpreis, bedacht.

## Hintergrund
Die Uraufführung fand im September 1959 bei den Internationalen Filmfestspielen von Venedig statt. Der allgemeine Kinostart erfolgte am 28. Oktober 1959 in Italien, am 4. Mai 1960 in Frankreich und am 2. August 1960 in Deutschland.
Gedreht wurde in den italienischen Provinzen Caserta und Trentino sowie der autonomen Region Friaul-Julisch Venetien.
Der Journalist und Schriftsteller Carlo Salsa, der an den Kämpfen in der Region teilgenommen hatte, fungierte als Berater für die Drehbuchautoren. Dabei basierte das Drehbuch auf einer Idee, die Luciano Vincenzoni durch eine Erzählung von Guy de Maupassant hatte.
Eine kleine Nebenrolle spielte der Bergsteiger Achille Compagnoni, der fünf Jahre vor den Dreharbeiten der erste Mensch auf dem Gipfel des K2 war.